# Folke Wancke
Folke Thorbjörn Wancke, född 12 februari 1854 på Eke i Edebo socken, död 7 juni 1948 i Stockholm, var en svensk bankman och främjare av turistväsen och idrott.
Folke Wancke var son till kronofogden Samuel Carl August Wancke och Sofia Hülphers. Efter läroverksstudier i Uppsala genomgick han handelsinstitut i Stockholm. Wancke tjänstgjorde som bokhållare och kassör hos bankirfirman C. G. Cervin i Stockholm 1871–1876 och var hos Stockholms inteckningsgarantiaktiebolag bokhållare 1876, förste kassör 1877–1900 och valvskamrer 1900–1920. Därutöver var han VD i AB Biologiska museet i Stockholm 1900–1933 och innehade en rad uppdrag bland annat som skattmästare i Allmänna försvarsföreningen 1896–1911, styrelseledamot i AB Nya Grand Hotel i Stockholm 1903–1910 och revisor i Försäkringsaktiebolaget Thule 1904–1931. 
Wancke deltog i pionjärarbetet på olika idrottsliga områden. Han var styrelseledamot i Stockholms gymnastik- och fäktklubb 1878–1894 samt tillhörde grundarna av Stockholms roddförening 1880 (styrelseledamot 1880–1882), Stockholms allmänna skridskoklubb 1883 och Föreningen för skidlöpningen främjande i Sverige 1892 (adjungerad styrelseledamot 1892–1901). Sin främsta insats gjorde Wancke inom den 1885 grundade Svenska turistföreningen, där han efter flyttningen 1887 av dess kansli från Uppsala till Stockholm var styrelseledamot till 1919 och under denna tid var skattmästare 1887–1913. Bland annat skapade han föreningens stora ombudsorganisation, och han främjande turistverksamheten i fjällen genom initiativ till turisthyddor och turiststugor, vilkas anläggande han ombesörjde. Själv var han en pionjär inom svensk fjällsport.